# Huayangosaurus
Huayangosaurus je bio rod dinosaura stegosaura iz srednjojurske Kine. Naziv potiče od "Huayang", alternativnog naziva za Sichuan (provinciju u kojoj je otkriven), dok "saurus" znači "gušter". Živio je od razdoblja Bathonija do Callovija, prije oko 165 milijuna godina, oko 20 milijuna godina prije nego što se njegov poznati srodnik Stegosaurus pojavio u Sjevernoj Americi. Dug samo 4,5 metara, bio je mnogo manji od svog poznatog rođaka. Budući da je pronađen u donjoj formaciji Shaximiao, može se zaključiti da je Huayangosaurus dijelio svoje srednjojursko stanište sa sauropodima Shunosaurusom, Datousaurusom, Omeisaurusom i Protognathosaurusom, ornitopodom Xiaosaurusom i mesožderom Gasosaurusom.

## Opis
Huayangosaurus je bio jedan od najmanjih poznatih stegosaura, dug samo 4,5 metara.
Kao i ostali stegosauri, Huayangosaurus je bio četveronožan biljojed s malenom lubanjom i bodljama na repu. Kao i njegov poznatiji srodnik, Stegosaurus, Huayangosaurus je imao upadljiv dvostruki red ploča duž leđa, karakterističan za sve stegosaure. Te ploče su stajale uspravno u odnosu na leđa. Kod Huayangosaurusa, ploče su više podsjećale na bodlje nego kod Stegosaurusa. Međutim, kao i Stegosaurus, imao je dva para dugih bodlji koje su vodoravno stršile iz kraja repa. Za razliku od ostalih stegosaura, prednje noge su mu bile samo malo kraće od zadnjih.
Zubi su mu bili maleni i prilagođeni ishrani biljem, kao i kod svih stegosaura. Huayangosaurus je imao malene rogove iznad očiju, a imao je 14 zuba u premaksilarnoj kosti, koje su kasniji stegosauri izgubili. Njuška mu je općenito bila kraća i viša nego kod ostalih stegosaura. U lubanji je imao maleni otvor ispred očiju, a imao je i maleni otvor na polovini donje čeljusti.   

## Otkriće i vrste
Ostaci dvanaest jedinki roda Huayangosaurus pronađeni su u nalazištu Dashanpu u blizini Zigonga u Sichuanu. Tom rodu su naziv dali Dong, Tang i Zhou 1982. godine. Tipična vrsta je H. taibaii.

## Klasifikacija
Budući da je on najprimitivniji stegosaur, svrstava se unutar vlastite porodice Huayangosauridae. On je također i morfološki različit od kasnijih stegosaurida. Lubanja mu je bila šira i imao je premaksilarne zube. Svi kasniji stegosauri su izgubili te zube.

## Paleobiologija
Kao i mnogi drugi stegosauri, imao je ploče duž cijele dužine leđa, a na repu je imao bodlje. Iznad kuka imao je dvije velike bodlje, koje su mogle služiti za obranu od napada odozgo, jer je on bio dosta nizak u odnosu na kasnije stegosaure. Ploče su mu bile manje nego kod roda Stegosaurus, s mnogo manjom površinom, pa se zato smatra da ne bi bile efikasne kao termoregulatori.

## Vanjske poveznice
- Stegosauria
- Činjenice o Huayangosaurusu - Australian Museum